# Scary Movie 3 - Una risata vi seppellirà
Scary Movie 3 - Una risata vi seppellirà (Scary Movie 3) è un film del 2003 diretto da David Zucker e tra gli altri interpretato da Anna Faris, Charlie Sheen, Drew Mikuska e Leslie Nielsen. Si tratta del terzo capitolo dell'omonima saga cinematografica.

## Trama
(Tagline del film)
Due ragazze stanno facendo un pigiama party quando una confessa all'altra di aver visto una videocassetta inquietante la settimana prima e subito dopo di aver ricevuto una chiamata in cui le veniva annunciata la morte entro sette giorni. Distratte dal telefono che suona, le due interrompono il discorso. Una volta che la padrona di casa torna in camera, trova l'amica morta e viene uccisa a sua volta.
Una giovane giornalista, Cindy Campbell, per fare carriera si butta alla ricerca di un grosso scoop. L'occasione le si palesa quando nel campo di grano posseduto dai fratelli Tom e George Logan compare una misteriosa scritta. Andando a prendere a scuola Cody, il nipote affidatole dalla sorella morta di parto, Cindy fa la conoscenza di George e lo riconosce in quanto si è occupata del servizio dei cerchi nel grano. George rimane subito affascinato dalla donna e la invita ad una battaglia rap a cui parteciperà la sera seguente. Cindy si reca al locale accompagnata dalla sua storica amica Brenda e si ferma a dormire da lei, dato che l'amica le confida di aver visto una misteriosa videocassetta una settimana prima e di aver ricevuto una chiamata, subito dopo, che le preannunciava che sarebbe morta dopo sette giorni. Dopo una serie di scherzi, dal televisore esce una inquietante bambina e nonostante Brenda tenti di resistere viene uccisa.
Al funerale di Brenda, Cindy decide di indagare e trova la videocassetta che ha ucciso Brenda. Decide allora di guardarla e riceve anch'ella la chiamata che le preannuncia la morte. Disperata chiama George che si prende cura del nipote e sotto consiglio di CJ, uno dei due gestori del club rap e amico di George, si reca dalla zia dell'uomo, una veggente che è sopravvissuta nonostante abbia visto la cassetta.
Giunta a casa della donna, Cindy scopre che deve recarsi a un faro per trovare le risposte. Si reca sul luogo e viene accolta da un uomo che si fa chiamare "L'architetto", che le racconta la triste storia di Tabitha, sua figlia adottiva: dato che la moglie non riusciva a restare incinta, i due decisero di adottare una bambina che presto si rivelò malvagia. La moglie, stufa della situazione, decise di affogarla nel pozzo della fattoria di famiglia. Tabitha allora decise di vendicarsi, creando la famosa cassetta in cui è contenuto tutto il suo odio. In più l'uomo confessa a Cindy che se la cassetta circola, è solo colpa sua dato che aveva confuso quella cassetta con quella del film Pootie Tang e l'aveva riportata al negozio dove l'aveva noleggiata.
Cindy sospetta che la cassetta e i cerchi nel grano siano collegati, allora manda l'annuncio di barricarsi in casa nella trasmissione in cui lavora. La notizia giunge al presidente Harris, che però è totalmente incapace di gestire la situazione e contatta Cindy per trovare una soluzione insieme. Nel frattempo i primi alieni, responsabili dei cerchi, sono sbarcati sulla terra. Ben presto però si scopre che non vogliono ferire gli umani, ma vogliono annientare Tabitha in quanto anche loro hanno visto la cassetta e per questo la loro razza rischia l'estinzione.
Cindy scopre poi che la fattoria di famiglia dell'architetto non è altro che la fattoria dove vivono adesso i fratelli Logan. Riesce quindi a trovare il pozzo e dopo una lotta a ributtarci dentro Tabitha. George e Cindy si sposano e adottano Cody.

## Produzione
In questo terzo capitolo, la saga passa dalle mani dei fratelli Wayans, ideatori della serie e autori dei primi due capitoli, Scary Movie (2000) e Scary Movie 2 (2001) (Shawn e Marlon come sceneggiatori e attori, Keenen come regista), in quelle di David Zucker, già autore di commedie paradossali come L'aereo più pazzo del mondo (1980) e la serie de Una pallottola spuntata. Il film verrà prodotto nel 2003 dalla Dimension Films e dalla Miramax Films e distribuito dalla Walt Disney Pictures.
Nonostante questo, buona parte del cast è rimasta immutata, eccezion fatta proprio per i due fratelli Wayans. La protagonista del film è la stessa dei due precedenti, Anna Faris, qui nel ruolo di una giornalista e anche l'amica Brenda Regina Hall è rimasta nel cast. Il film vede nuovi interpreti come Leslie Nielsen, nel ruolo del presidente degli Stati Uniti, Charlie Sheen, che interpreta la parte di un agricoltore alle prese con degli alieni e Queen Latifah, nei panni dell'oracolo, oltre ad un piccolo cameo di Pamela Anderson e Jenny McCarthy. Sia Nielsen che Sheen avevano già lavorato con Zucker.
Quando alla fine della gara di rapper buttano George fuori dalla finestra e cade vicino al fuoristrada, sotto la macchina si intravedono i piedi di qualcuno che probabilmente hanno investito. Nella scena in cui arrivano alcuni rapper per assistere gli eroi nella battaglia con gli alieni, ma si sparano tra di loro e nessuno sopravvive, i rapper sono Master P, RZA, Raekwon, Method Man, Redman, Macy Gray, U-God e Fat Joe.

## Scene alternative
L'edizione in DVD include il commento audio di un regista, diverse scene cancellate e finali alternativi (con commenti opzionali). È stato inoltre pubblicato un DVD speciale intitolato Scary Movie 3.5, che conteneva molte più scene eliminate rispetto al DVD originale, con una versione non classificata del film.
Nel finale alternativo, a Cindy viene detto che Cody non esiste. Dopo aver colpito alcune persone in faccia con una pala, Cindy chiede a tutti quelli che non sono reali di resistere in un punto diverso. Cody va là, ma è seguito da Babbo Natale. Gli alieni iniziano quindi a invadere, ma George li ferma trasformandosi in Hulk. Il presidente Harris cerca di scappare, ma finisce per sporcarsi i pantaloni. Cindy entra nella Logan House, dove viene attaccata da Tabitha. Viene teletrasportata via da zia Shaneequa, che le insegna come sconfiggere Tabitha. Cindy deve quindi affrontare centinaia di Tabitha. Vince la battaglia eseguendo mosse da Matrix e si teletrasporta alla Logan House. Il cast poi entra in una macchina con il presidente, ma è inorridito nell'apprendere che l'autista sembra essere M. Night Shyamalan.
Una delle scene apparse nel DVD esteso in Scary Movie 3.5 faceva parte della funzione non classificata. Dopo che Pamela Anderson e Jenny McCarthy hanno spento la TV, le due si complimentano a vicenda per il loro bell'aspetto. Anderson poi chiede a McCarthy se anche lei vuole la micetta rasata, frase a doppio senso, ma questo si rivela essere una gatta senza pelliccia.
In una scena estesa, la persona che insegue Cody verso il basso viene mostrata con Michael Jackson.

## Riconoscimenti
- 2004 - MTV Movie Awards
  - Miglior cameo a Simon Cowell
- 2004 - BMI Film & TV Award
  - Miglior colonna sonora a James L. Venable
- 2004 - Kids' Choice Award
  - Nomination Miglior attrice protagonista a Queen Latifah
- 2004 - Teen Choice Awards
  - Nomination Miglior film che i tuoi genitori non volevano farti vedere